# Xestopelta sexcincta
Xestopelta sexcincta är en stekelart som först beskrevs av Brauns 1896.  Xestopelta sexcincta ingår i släktet Xestopelta och familjen brokparasitsteklar. Inga underarter finns listade i Catalogue of Life.